# Гільгамеш та Підземний світ
«Гільгамеш та Підземний світ» — окремий шумерський міф про відомого героя Гільгамеша і долю його друга Енкіду в потойбічному царстві. Це не частина аккадського «Епосу про Гільгамеша», а самостійна поема шумерською мовою, яка потрапила до вчених через клинописні таблички з Ніппуру, Ура тощо. Сюжет відзначається жанровими рисами стародавнього епосу з ритуальними діалогами і символізмом. Наприклад, у пролозі розповідається про поділ Всесвіту між богами (Ан – небо, Енліль – земля, Ерешкігаль – підземний світ). Стиль має характер старої поетичної традиції – з повтореннями і паралелізмами.
Гадотті виділяє шість основних сюжетних блоків: (1) пролог, (2) оповідь про дерево «хулуппу», (3) «гру у м’яча», (4) спуск до підземного світу, (5) опис мешканців підземного світу, (6) повернення Гільгамеша до Уруку. Кожен із цих фрагментів містить власні мотиви та поетичні прийоми. Мова тексту – шумерська, відома з жертовних літературних поем кінця III – початку II тис. до н.е. (близько 2100 р. до н.е.). Згодом на її основі був створений аккадський переклад, але в «Стандартній версії» епосу цей міф не увійшов як єдиний сюжет (його іноді включають окремо як «Таблицю XII» або додаток).

## Сюжет твору
Міф розпочинається з короткого прологу, в якому подається космогонічна сцена поділу світу між богами: небо відійшло до Ану, земля – до Енліля, а підземний світ – до богині Ерешкігаль. Таким чином, відразу окреслюється сфера дії міфу – взаємодія між світами живих і мертвих. Після цього оповідач переходить до сцени з Інанною, яка знаходить у річці дерево «хулуппу» . Вона вирощує його в своєму саду в Уруці з наміром виготовити з нього престол і ложе, однак дерево захоплюють ворожі сили – демон Анзу оселяється в його гіллі, змія – у корені, а Кіскілл-Лілла – у серцевині. Інанна в розпачі звертається по допомогу до Гільгамеша.

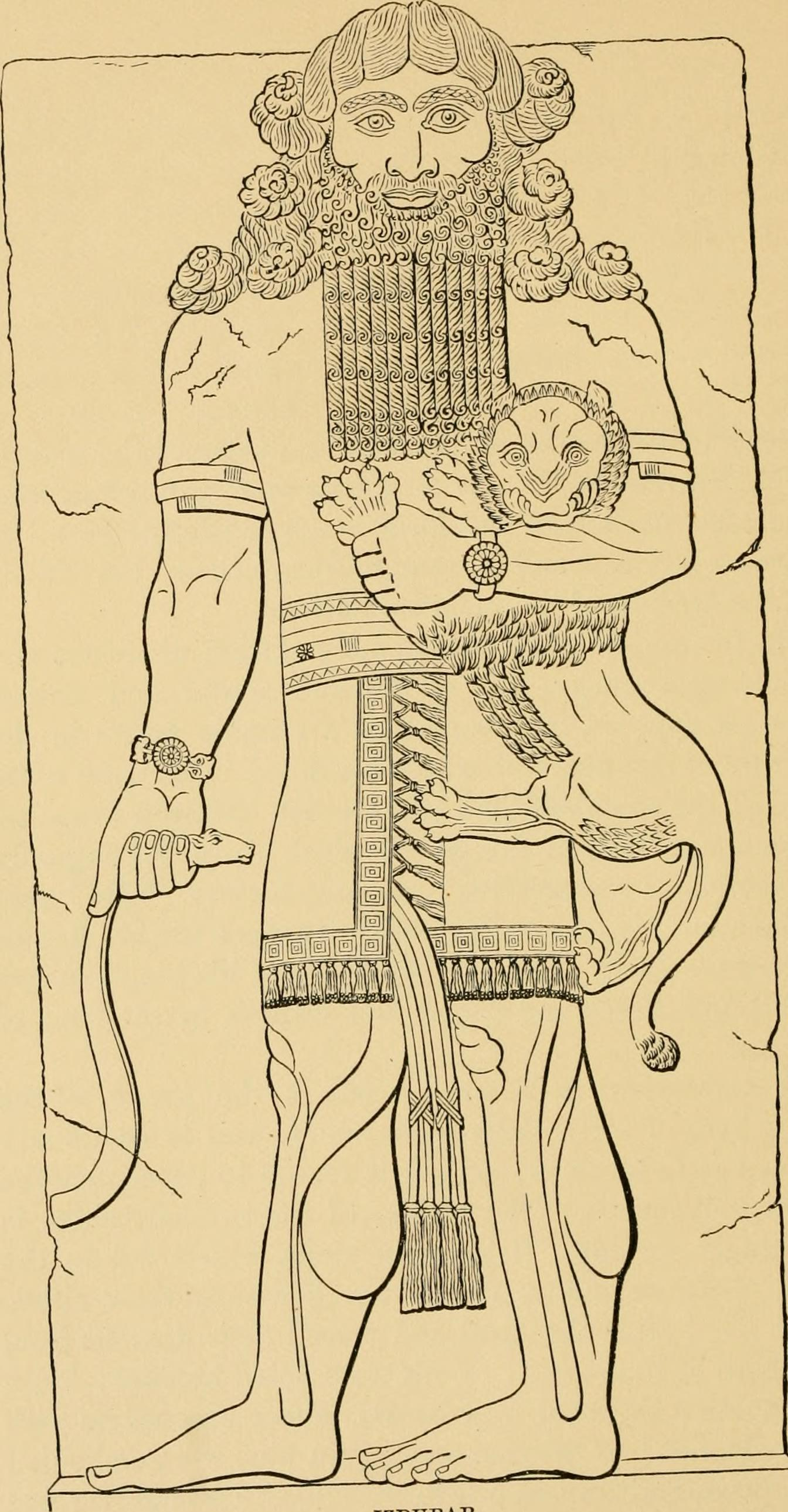
Зображення Гільгамеша, зазвичай його зображували із чудовиськами яких він переміг (зверніть увагу на змію, яка присутня у міфі).

Гільгамеш прибуває до саду, вбиває змію, проганяє інші сили та вирубує дерево. Із його частин він виготовляє два предмети – «еллаг» (імовірно, барабан або барабанну раму) і «екідму» (можливо, палички або молоток), які залишає собі. За однією версією, він також створює з дерева ложе для Інанни, але ця частина в основному реконструйована. Іноді їх також інтерпритують як м'яч і палицю, єдине що відомо напевне, так це те, що їх використовували для якоїсь гри, що і робить Гільгамеш. Після цього еллаг і екідму випадково падають крізь отвір у землю – у підземний світ, і Гільгамеш не може самостійно їх повернути. Він звертається до свого товариша Енкіду, просячи його спуститися до потойбіччя і принести ці чарівні речі.
Перед тим як відправити друга, Гільгамеш попереджає Енкіду про сім заборон, яких той мусить дотримуватися у підземному світі: не вдягати чистий одяг, не намащуватись олією, не кидати списа, не обіймати дружину, не цілувати дитину тощо. Проте Енкіду порушує табу (у більшості версій – кілька з них), чим викликає гнів духів підземного царства і богині Ерешкігаль. Внаслідок цього він не може повернутися живим і залишається там навічно як «тінь».
У фіналі Гільгамеш звертається до бога Енкі (іноді – до Уту) з проханням допомогти йому побачити або почути голос Енкіду. Бог дозволяє ненадовго викликати духа померлого. Гільгамеш ставить Енкіду серію питань про долю мертвих: «як живеться тому, кого поховали належно?», «як страждає той, кого залишили без поховання?», «як існують у підземному світі ті, хто мав багато дітей, і ті, хто був самотній?» тощо. Відповіді Енкіду – сумні та реалістичні: ті, кого забули чи не вшанували, мучаться; лише ті, хто мав чисельну родину та достойне поховання, почуваються краще. Цей епізод надає міфу морально-ритуального підтексту й слугує кульмінаційним повчанням про смерть і пам’ять у шумерській культурі.

## Історико-культурний контекст
Міф створено в межах шумерської культури Близького Сходу на рубежі III–II тисячоліть до н.е., ймовірно в добу III династії Ура (бл. 2100–2000 рр. до н.е.). Цей період був часом централізації влади шумерських правителів, які часто оголошували себе нащадками Гільгамеша. У міфах того часу відображався характерний шумерський світогляд: космос поділено між богами (Ан, Енліль, Ерешкігаль), а уявлення про потойбіччя ґрунтуються на уяві про Куру – «підземному світі». У творі демонструється, що потойбічне царство – темний «земний дім», де мертвим існувати важко (подібно до інших месопотамських міфів про підземне царство). Також у тексті відображаються релігійні уявлення про табу потойбічного світу (накази Гільгамеша Енкіду) і роль богів (Енкі, Шамаш) у долі людей.

## Літературний аспект
Головний герой – шумерський цар Гільгамеш – виступає тут помічником богині Інанни. Він долає демонів у священному халупповому дереві, за що Інанна обіцяє йому віддячити. Звідси символіка: дерево «хулуппу» у міфі вже відомий як місце, з якого Інанна вигнала потвор і хотіла виготовити з нього престол. Гільгамеш, зрубавши дерево, створює собі дві чарівні речі – «еллаг» і «екідму» (ймовірно, барабан і палички), які стають символом його могутності і сили, але водночас руйнують гармонію (викликають гнів жінок). Енкіду уособлює відданість і жертвовану дружбу. Він добровільно вирушає в підземний світ по загублені Гільгамешем речі. Це відображає мотив друга-спасителя та критерію покірності божественним заборонам. Сценарій підземного світу багатий на символи: уявлення про царицю підземного світу Ерешкігаль, табу Енкіду (заборона одягати новий одяг, цілувати кохану тощо) тощо. Підземний світ постає як похмуре місце, населення якого – потойбічні «тіні» – страждають і харчуються «сухим хлібом». У фіналі Гільгамеш спілкується з Енкіду-духом, який розповідає йому про долю померлих у формі запитань-відповідей (подібно до «каталогу мертвих»). Цей діалог виконує функцію посвячення Гільгамеша у таїнства потойбічного життя і підкреслює остаточність смерті: навіть великий герой тут може лише дізнатися про підземний світ, але не змінити долю мертвих. Усі ці мотиви – дружба, смерть, підкорення божественним законам – є типовими для месопотамської епічної традиції. Міф також насичений алегоріями: наприклад, падіння двох чарівних предметів у підземний світ може інтерпретуватися як втрата здатності «грати» у світське життя і необхідність звернутися до знань про загробний світ.

## Тексти міфу

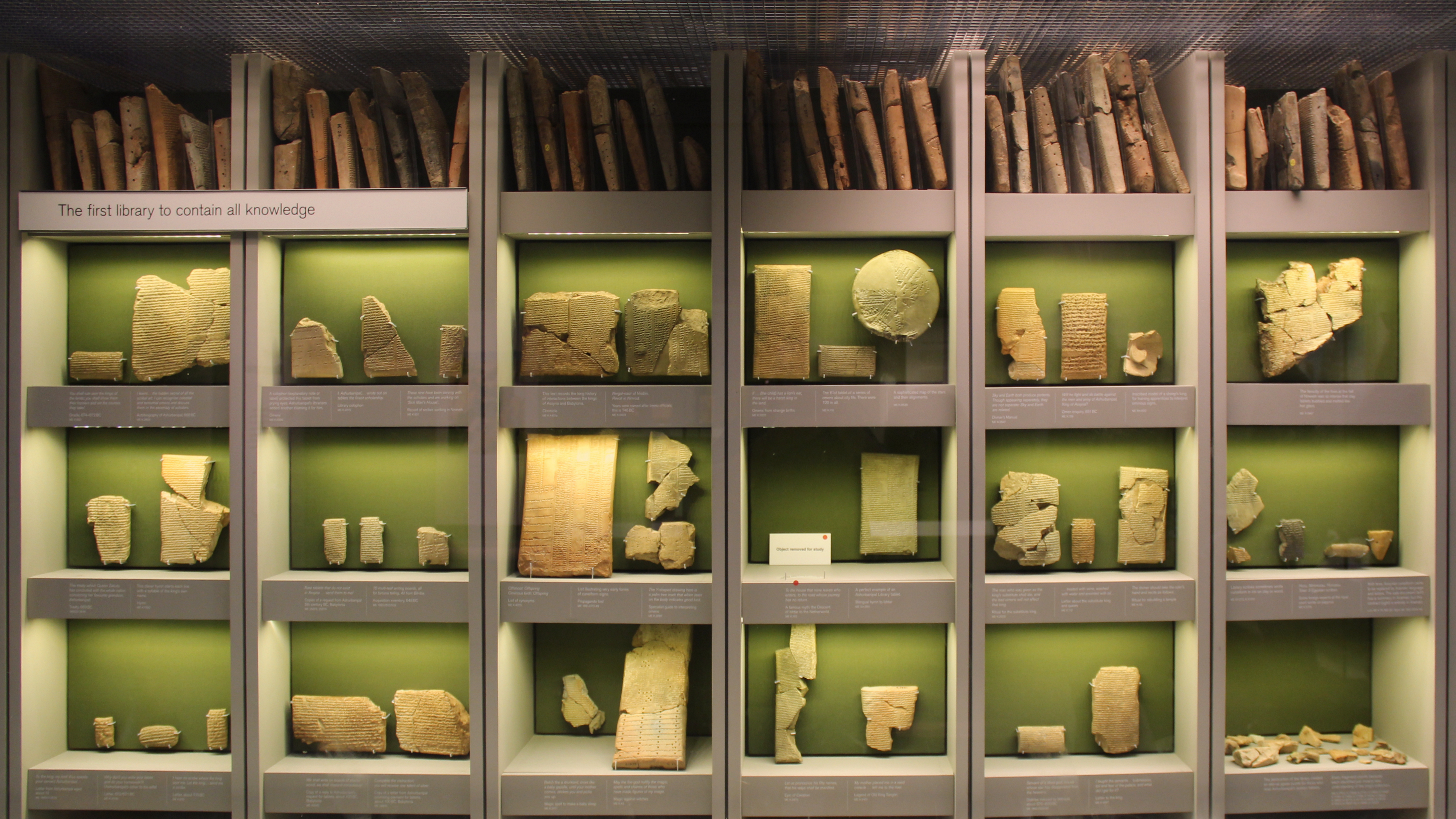
Бібліотека Ашшурбаніпала, серед її табличок були знайдені і фрагменти міфу «Гільгамеш та Підземний світ».

Текст міфу зберігся на низці клинописних табличок, переважно шумерських фрагментах доби Стародавнього Вавилону. Оригінальні таблички було знайдено в різних археологічних пам’ятках Межиріччя, зокрема в Ніппурі, Урі та Ме-Туран (Тель-Хаддад). Класичний набір шумерських міфів про Гільгамеша був відомий у стандартній бібілотеці Ашшурбаніпала в Ніневії, звідки 1849 року О. Лайярд викопав 11 табличок «Епосу про Гільгамеша» (далі опублікованих Г. Смітом у 1876 р.). До них іноді додають «Таблицю XII», що містить згаданий шумерський міф. Однак у стандартному аккадському тексті Епосу Енкіду вже мертвий, тому історія підземного світу не вписувалася у ту версію і тому звичайно трактується як окремий стародавній текст. Перший повний переклад шумерського міфу зробив Аарон Шаффер (дисертація 1963), а сучасне наукове видання опублікувала Алхена Ґадотті (2014 рік). Реконструкція тексту здійснюється за компаративним зіставленням усіх збережених фрагментів (шумерських і акадських), а також зіставленням із суміжними міфами.